# Sex and Zen 2
Sex and Zen 2 (Yu pu tuan II: Yu nv xin jing) è un film del 1996 diretto da Chin Man Kei.

## Trama
Chen ha un'ossessione: possedere più donne possibile. Per questo compie ogni giorno allenamenti e peripezie sessuali. Nel contempo nutre una profonda gelosia per la figlia, tanto da obbligarla a vestirsi da uomo e da proibirle qualsiasi rapporto sessuale. 
 Le vicende evolvono però in modo imprevisto quando Chen incontra una donna misteriosa, la Signora del Miraggio, vera e propria mantide, metà uomo e metà donna.